# أولاد معكل (سكورة أهل الوسط)
أولاد معكل هي إحدى مشيخات المملكة المغربية، تتبع جغرافيا لإقليم ورززات وإداريًا لسكورة أهل الوسط. يقدر عدد سكانها بـ 3451 نسمة حسب الإحصاء الرسمي للسكان والسكنى لسنة 2004.